# بلدية مالبيلس
بلدية مالبيلس هي بلدية في لاتفيا، بلغ عدد سكانها 3٬411  نسمة، في 2017، عاصمتها Mālpils ‏.

## الموقع
تشترك في الحدود مع:
- بلدية سيغولدا
- بلدية أوغري
- بلدية أماتا
- بلدية روباجي.